# ジズ

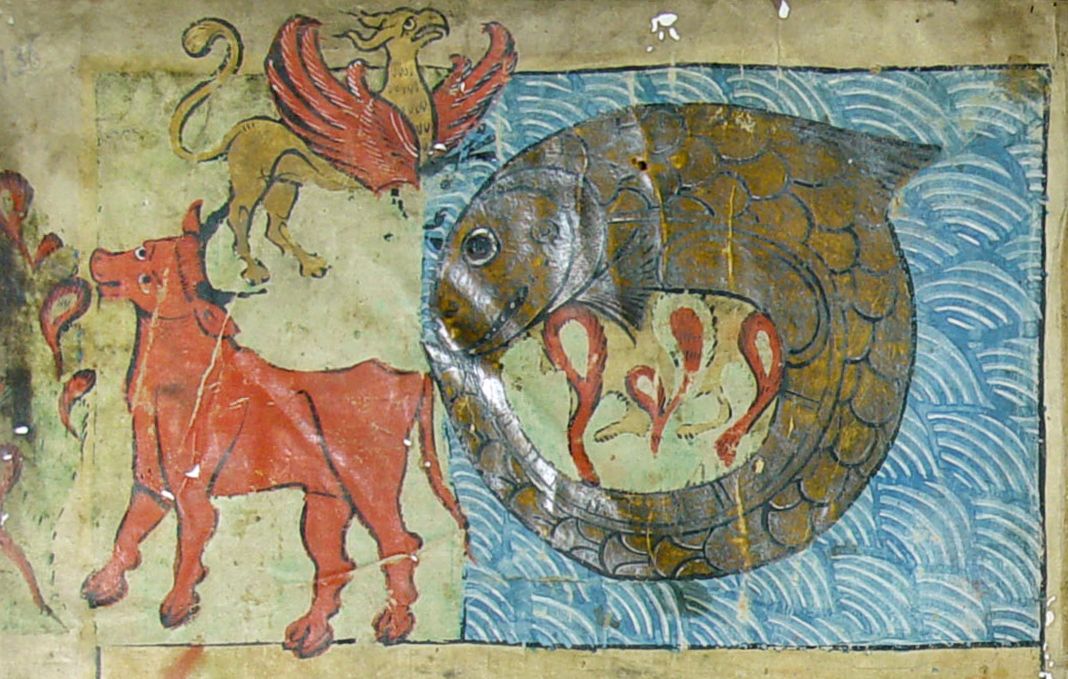
1278年にウルムで発刊された聖書に描かれたジズ（上）。陸にはベヒーモス、海にはレヴィアタンが描かれている

ジズ (זיז, Zîz) は、ユダヤの伝説に登場する怪物。
旧約聖書（特に『ヨブ記』）に登場するベヒモス、レヴィアタンと並ぶ三頭一鼎の巨大な怪物とされるが、ジズ自体は旧約聖書に登場しない。レヴィアタンが海、ベヒモスが陸、ジズが空を象徴する。巨大な鳥で、大地に立ったとき、その頭は天にまで届き、翼を広げると太陽を覆い隠すという。世界の終末には、ベヒモスやレヴィアタンと共に、食べ物として供されることになっている。
しかし、実際には聖書の解釈の間違いで生み出されたと見られ、ベヒモスやレヴィアタンと比べると、極端に知名度が低い。もっぱら、ベヒモスとレヴィアタンの二頭一対で記されることが多い。このような三頭一鼎という組み合わせは、中世ゾロアスター教の影響であるとされている。